# 宋雪林
宋 雪林（そう せつりん、ソン・シュエリン、 1962年3月8日 - ）は、中国の囲碁棋士。四川省出身、中国囲棋協会所属、九段。国手戦準優勝など。西南王とも呼ばれる。成都棋院副院長。

## 経歴
成都市生まれ、12歳で囲碁を学び、13歳で体育学校、17歳で省の集中訓練隊、国家チーム入り。1980年新体育杯リーグで2位。1982年、四段に認定、国手戦ベスト4。1985年七段。1986年、世界アマチュア囲碁選手権戦3位、国手戦決勝で劉小光に敗れ準優勝。同年、プロ棋士となる。1987年、全国囲棋個人戦5位。1989年に全国団体戦で四川省チームで出場し優勝。1990年八段。1998年九段、第1期春蘭杯出場。
日中囲碁交流では、1984年に訪日代表団に参加。甲級リーグでは1999年から2004年まで成都・四川チームで出場、その後は四川チームコーチを務める。中国棋士ランキングでは、1999年4月に16位。
1992年に台湾の周俊勲が成都で修行した際は、自宅に置いて指導した。

## 主な棋歴
- 国手戦 準優勝 1986年
- 新体育杯戦リーグ 1980年2位、1981年6位、1986年4位、1987年4位、1988年5位、1989年6位
- 全国囲棋個人戦 5位 1987年、6位1985年
- 春蘭杯世界囲碁選手権戦 出場 1998年（×結城聡）
- 日中囲碁交流
  - 1983年 1-2（×長谷川直、○佐藤昌晴、×苑田勇一）
  - 1984年 0-2 宮沢吾朗、1-2 石井邦生
  - 1985年 0-1（×上村陽生）
- 中国囲棋甲級リーグ戦
  - 1999年（成都五牛）
  - 2000年（四川成都五牛）
  - 2001年（四川矮子）
  - 2002年（四川矮子）
  - 2003年（四川矮子）
  - 2004年（四川矮子）

## 著作
- 『囲棋序秀攻防百例』